# Trentepohlia (Trentepohlia) venustipennis
Trentepohlia (Trentepohlia) venustipennis is een tweevleugelige uit de familie steltmuggen (Limoniidae). De soort komt voor in het Oriëntaals gebied.